# Madeleine Vester
Madeleine Vester (* 1954 in Heidelberg) ist eine deutsche Theater-, Film- und Fernsehschauspielerin.

## Biografie
Madeleine Vester ist die Tochter des Biochemikers Frederic Vester. Ihre Schwester Saskia Vester ist ebenfalls als Schauspielerin tätig. Vester besuchte von 1975 bis 1976 die Schauspielschule Krauss in Wien und studierte von 1978 bis 1981 Schauspiel am Lee Strasberg Theatre and Film Institute in New York sowie von 1981 bis 1982 am Actors Studio in Los Angeles. 
Ab 1976 folgten Theaterengagements wie zum Beispiel am Theater am Kärntnertor Wien, Schauspielhaus Zürich, Marstalltheater München, Freie Volksbühne Berlin, Thalia Theater  Hamburg, Goethetheater Frankfurt, Altes Schauspielhaus Stuttgart und Theater 44 München. Ihr Fernsehdebüt gab Vester im Jahr 1983 in dem Kinofilm Die wilden Fünfziger. Seither war sie in verschiedenen Film- und Fernsehrollen zu sehen. Sie spielte u. a. durchgehende Rollen in der Fernsehserie Wildbach und in der Krimiserie Mit Herz und Handschellen und war des Öfteren in Krimiserien vertreten. 
Seit 2011 betreibt Madeleine Vester eine Schauspielschule für Jugendliche in München.

## Filmografie
- 1983: Die wilden Fünfziger – Rolle: Researcherin
- 1983: Bolero
- 1991: Café Meineid (Fernsehserie) – Episode: Saubande, Rolle: Hilde Fink
- 1991: Anwalt Abel (Fernsehserie) – Episode: Reiche Kunden killt man nicht, Rolle: Andrea Weilandt
- 1992: Langer Samstag
- 1992–1996: Wildbach (Fernsehserie) – Rolle: Inge Probst
- 1996: Schwurgericht (Fernsehserie) – 1. Episode, Rolle: Elena Haufstengel
- 1997: Haus der Vergeltung, Der Weihnachtsmörder, Tod im Labor (Fernsehfilme), Rolle: Hedda Coerten
- 1997: Einsatz Hamburg Süd (Krimiserie) – Episode: Prince Solombo, Rolle: Sonnja Hellwig
- 1997–1999: SOKO 5113 – Episoden: Blutige Strafe und Sonne, Mond und Sterne, Rollen: Frau Reiter, Tamara von Eden
- 1999: Medicopter Rolle: Rosel Heidinger
- 2001: Ein Fall für zwei (Fernsehserie) – Episode: Jagdfieber, Rolle: Anna Müller
- 2002–2003: Mit Herz und Handschellen – Episoden: Nasi Goreng, Ein schöner Tod, Mitten ins Herz und Mit Herz und Handschellen, Rolle: Frau Streibel
- 2003: Der Bulle von Tölz: Strahlende Schönheit, Rolle: Margit
- 2004: Unser Charly – Episode: Schmetterlinge im Bauch, Rolle: Klara Mansfeld
- 2006: Die Rosenheim-Cops – Episode: Das verschwundene Dorf, Rolle: Frau Holdenried
- 2010: Dahoam is Dahoam – Episode: Lansing singt, Rolle: Frau Mergenthal
- 2012: SOKO Kitzbühel – Episode: Die Alpenpiraten, Rolle: Blumenverkäuferin
- 2014: Monaco 110 –  Episode: Hotel Bubi